# Veter
Veter je naravno gibanje zraka, ki ga povzroči sila zaradi razlik v zračnem tlaku. Ta ima smer od visokega proti nizkemu tlaku in je torej pravokotna na izobare (črte enakega tlaka).
Večina vetrov pa ne piha v smer, kamor jih "poriva" sila tlačnih razlik. Zemlja se namreč vrti, kar povzroča nekatere pospeške oz. sistemske sile. Na veter vpliva Coriolisova sistemska sila, ki drži ravnotežje tlačni sili. Veter piha pravokotno na obe v smeri izobar - na severni polobli tako, da je nizek zračni tlak levo od smeri vetra, na južni polobli pa obratno. Pri tleh se vmeša še sila trenja ob tla in zato se vetrovi v spodnjih plasteh ozračja nekoliko stekajo proti nizkemu tlaku, v višinah pa se kompenzacijsko raztekajo.
Omeniti je treba vsaj dve izjemi. Ob ekvatorju Coriolisove ni, zato tam vetrovi pihajo kar proti nizkemu tlaku (pasati). Druga izjema so lokalni vetrovi, ki ne trajajo zelo dolgo. Tudi na take vpliv vrtenja Zemlje ni kaj dosti pomemben in zato pihajo proti nizkemu tlaku. Primer so lokalni obalni vetrovi zaradi različnega ogrevanja/ohlajanja med morjem in kopnim. Toda tudi ti se, če pihajo nad večjim območjem in če trajajo dlje, preusmerjajo bolj vzporedno z izobarami. Tako npr. dopoldanski maestral ob vzhodni jadranski obali piha z morja proti obali, popoldne pa se preusmeri dokaj vzporedno z obalo.
Stalne vetrove za določeno območje lahko zapišemo in opišemo v grafični obliki z rožo vetrov. Taka grafična oblika je uporabna predvsem za meteorologe, letalce, padalce in jadralce.

## Vrste vetrov
- zračna fronta
- tropski ciklon
- kalmi/brezvetrje

### Stalni (planetarni) vetrovi
Stalni vetrovi predstavljajo splošno cirkulacijo zračnih mas v atmosferi. Zemlja ima svoj zaokroženi sistem gibanja ozračja, ki mu pravimo planetarni sistem vetrov. 
Zračne gmote, ki lahko v dolžino merijo nekaj tisoč kilometrov, se premikajo z enega konca planeta proti drugemu. V vsaki hemisferi imamo tri tako imenovane celice, v katerih se odvija cirkulacija zraka.
- Hadleyeva celica je največja celica in se razteza od ekvatorja pa vse do 30° ali celo 40° severne oziroma južne zemljepisne širine. Ime je dobila po angleškem meteorologu Georgu Hadleyu.
- Ferrelova celica je srednja celica in se razprostira med 30°–60°  (do 40°–70°) severne in južne zemljepisne širine.
- Polarna celica je najmanjša in najšibkejša celica. Razteza se med 60°–70° severne in južne zemljepisne širine pa vse do severnega oziroma južnega pola.

Med stalne vetrove v prvi vrsti spadajo pasati.

### Periodični vetrovi
Periodični vetrovi so vetrovi, značilni za določeno obdobje leta.  
V to skupino vetrov spadajo monsuni so ponavljajoči stalni vetrovi, ki pihajo zaradi različnega segrevanja oceana in celine poleti z morja na kopno in pozimi v obratni smeri. Nastajajo tam, kjer so velike vodne površine, ki mejijo na kontinente. Najizrazitejši monsuni nastajajo med Indijskim oceanom in južnim delom Azije, predvsem v Indiji, ki poleti prodrejo celo do Himalaje. Segajo do 4 km v višino.

### Krajevni (lokalni) vetrovi
Lokalni (krajevni) vetrovi so značilni za posamezna področja. Nastanejo zaradi različnega segrevanja kopnega in morja ali bližine vremenskih front. Pihajo v določenih delih dneva ali leta, na določenih območjih. 
- Fen je topel in suh veter, ki piha z gorskih področij v doline in kotline. V srednji Evropi je poznan predvsem v alpskem in predalpskem svetu
- Jugo oz. široko je topel veter, ki piha iz Afrike preko Sredozemskega morja, Italije in Jadranske obale.
- Burja je sunkovit veter iz severovzhodne in vzhodne smeri. Poznajo jo vsi predeli jadranske obale od Trsta do Črnogorske obale. V Sloveniji je posebno izrazita na območju  Vipava- Ajdovščina.
- Burin oz. borin je rahel veter, ki piha iz kopnega na morje nad vso Jadransko obalo. in ne presega hitrosti 20 km/uro.
- Harmaton
- Košava piha iz V in JV ter SV smeri nad predeli bivše Jugoslavije ob Donavi do Vukovarja.
- Krivec je hladen veter, ki piha iz SV in V predelov Panonske nižine.
- Maestral - je veter, ki se pojavlja v Sredozemlju predvsem v topli polovici leta.
- Vardarac piha po dolini Vardarja proti Egejskemu morju

### Dnevni vetrovi
Dnevni vetrovi pihajo podnevi v eno, ponoči pa v nasprotno smer. Mednje spadajo: burica, dolnik, gornik, nočnik, zmorec (veter z morja), kopnik (veter s kopnega).

### Cikloni in anticikloni
Cikloni in anticikloni  so počasni zračni vrtinci s premerom do nekaj tisoč kilometrov. 
islandski ciklon
tropski ciklon
azorski anticiklon
sibirski anticiklon

## Merjenje vetra
Veter lahko določamo glede na njegovo smer, jakost in hitrost. Smer vetra označujemo glede na smeri neba iz katerih piha veter. Jakost vetra je učinek na predmetih, ki ga povzroča veter. Hitrost vetra pa je pot, ki jo naredi veter in je izmerjena v metrih v časovni enoti na sekundo (m/s), ali v kilometrih na uro (km/h).

### Jakost vetra
Jakost vetra ocenjujemo po  Beaufortovi lestvici.  Zgodovinsko gledano ta lestvica, ki jo je opredelil admiral Francis Beaufort v začetku 19. stoletja, ponuja empirični opis hitrosti vetra, ki temelji na stanju morja (valovanju). Prvotno je bila lestvica izražena v 13 stopnjah, vendar se je v štiridesetih letih dvajsetega stoletja lestvica razširila na 17 stopenj. Obstajajo splošni izrazi, ki razporejajo vetrove različnih povprečnih hitrosti, kot so vetrič, burja, nevihta ali orkan. Znotraj Beaufortove lestvice se viharni vetrovi nahajajo med 52 km/h in 102 km/h s pridevniki, kot so zmeren, močan in zelo močan in se uporabljajo za razlikovanje jakosti vetra znotraj kategorije viharjev. Orkani dosegajo vetrove med 104 km/h do 117 km/h.
| jakost | m/s         | imena (na kopnem ali morju) | učinek na kopnem                                                                                            | učinek na morju |
| ------ | ----------- | --------------------------- | --- | --- |
| 0      | 0,0 - 0,5   | brezvetrje; kalma; tišina   | listi se ne zganejo; dim se dviga navpično                                                                  | gladko |
| 1      | 0,6 - 1,5   | lahna sapica; lahek vetrič  | listi migljajo; dim zanaša                                                                                  | lahko nagubano |
| 2      | 1,6 - 3,3   | sapica; vetrič              | listje že nekoliko šelesti                                                                                  | Manjši valovi, ki se ne lomijo. |
| 3      | 3,4 - 5,4   | šibak veter                 | gibanje vejic in listja na drevesu                                                                          | Manjši valovi, vrhovi se začno lomiti. |
| 4      | 5,5 - 7,9   | zmeren veter                | gibanje tanjših vej, dviga se prah in papir                                                                 | Valovi se daljšajo, pojavlja se pena. |
| 5      | 8,0 - 10,7  | močen veter                 | gibljejo se manjša drevesna debla; na stoječih vodah nastajajo majhni valovi z grebeni                      | Vrhovi valov se zelo penijo. |
| 6      | 10,8 - 13,8 | hud veter                   | Gibljejo se debele veje, uporaba dežnika je otežkočena                                                      | Dolgi valovi, mnogo pene. Valovi začenjajo pršiti. |
| 7      | 13,9 - 17,1 | viharni veter               | težja hoja proti vetru; gibljejo se drevesa, razen najmočnejših                                             | Razburkano morje, veter občasno nosi peno. Pršenje se povečuje.                                                                                       |
| 8      | 17,2 - 20,7 | vihar                       | lomi veje na drevju; hoja proti vetru v splošnem ni možna                                                   | Lomijo se večji valovi, veter raznaša večje deleže pene. Močno pršenje.                                                                               |
| 9      | 20,8 - 24,4 | močen vihar                 | Prihaja do lažjih poškodb na stavbah (vihar trga žlebove, ruši dimnike, odkriva opeko s streh)              | Visoki valovi se prevaljujejo, veter nosi gosto peno. Močno pršenje lahko zmanjša vidljivost.                                                         |
| 10     | 24,5 - 28,4 | hud vihar                   | V notranjosti kopne zemlje se redko pojavlja; ruje drevje, povzroča veliko škodo na stavbah (odnaša strehe) | Široko penjenje daje morju bel izgled. Vidljivost se slabša zaradi pršenja.                                                                           |
| 11     | 28,5 - 32,6 | orkanski vihar              | pojav, ki povzroča rušenje velikega obsega (podira hiše, ruje drevje)                                       | Izredno visoki valovi. Široke zaplate pene, ki jih raznaša veter pokrivajo večji delež površine morja. Vidljivost je zaradi pršenja močno poslabšana. |
| 12     | čez 32,6    | orkan                       | povzroča splošno razdejanje                                                                                 | Ogromni valovi, morje je v celoti spenjeno in belo, prši na vse strani, močno poslabšana vidljivost                                                   |

| Splošne klasifikacije vetra | Splošne klasifikacije vetra | Splošne klasifikacije vetra | Klasifikacije tropskih ciklonov (vsi vetrovi imajo 10-minutno povprečje) | Klasifikacije tropskih ciklonov (vsi vetrovi imajo 10-minutno povprečje) | Klasifikacije tropskih ciklonov (vsi vetrovi imajo 10-minutno povprečje) | Klasifikacije tropskih ciklonov (vsi vetrovi imajo 10-minutno povprečje) | Klasifikacije tropskih ciklonov (vsi vetrovi imajo 10-minutno povprečje) | Klasifikacije tropskih ciklonov (vsi vetrovi imajo 10-minutno povprečje) | Klasifikacije tropskih ciklonov (vsi vetrovi imajo 10-minutno povprečje) |
| Beaufortova lestvica        | 10-minutni trajajoči veter  | 10-minutni trajajoči veter  | Splošni izraz                                                            | S Indijski ocean IMD                                                     | JZ Indijski ocena MF                                                     | Avstralska regija Južni Pacifik BoM, BMKG, FMS, MSNZ                     | SZ Pacifik JMA                                                           | SZ Pacifik JTWC                                                          | SV Pacifik & S Atlantik NHC & CPHC                                       |
| Beaufortova lestvica        | (vozli)                     | (km/h)                      | Splošni izraz                                                            | S Indijski ocean IMD                                                     | JZ Indijski ocena MF                                                     | Avstralska regija Južni Pacifik BoM, BMKG, FMS, MSNZ                     | SZ Pacifik JMA                                                           | SZ Pacifik JTWC                                                          | SV Pacifik & S Atlantik NHC & CPHC                                       |
| --------------------------- | --------------------------- | --------------------------- | ------------------------------------------------------------------------ | ------------------------------------------------------------------------ | ------------------------------------------------------------------------ | ------------------------------------------------------------------------ | ------------------------------------------------------------------------ | ------------------------------------------------------------------------ | ------------------------------------------------------------------------ |
| 0                           | <1                          | <2                          | Brezvetrje                                                               | Območje nizkega tlaka                                                    | Tropical disturbance                                                     | Tropical low Tropska depresija                                           | Tropska depresija                                                        | Tropska depresija                                                        | Tropska depresija                                                        |
| 1                           | 1–3                         | 2–6                         | Lahna sapica                                                             | Območje nizkega tlaka                                                    | Tropical disturbance                                                     | Tropical low Tropska depresija                                           | Tropska depresija                                                        | Tropska depresija                                                        | Tropska depresija                                                        |
| 2                           | 4–6                         | 7–11                        | Lahkoten vetrič                                                          | Območje nizkega tlaka                                                    | Tropical disturbance                                                     | Tropical low Tropska depresija                                           | Tropska depresija                                                        | Tropska depresija                                                        | Tropska depresija                                                        |
| 3                           | 7–10                        | 13–19                       | Nežen vetrič                                                             | Območje nizkega tlaka                                                    | Tropical disturbance                                                     | Tropical low Tropska depresija                                           | Tropska depresija                                                        | Tropska depresija                                                        | Tropska depresija                                                        |
| 4                           | 11–16                       | 20–30                       | Zmeren vetrič                                                            | Območje nizkega tlaka                                                    | Tropical disturbance                                                     | Tropical low Tropska depresija                                           | Tropska depresija                                                        | Tropska depresija                                                        | Tropska depresija                                                        |
| 5                           | 17–21                       | 31–39                       | Svež vetrič                                                              | Depresija                                                                | Tropical disturbance                                                     | Tropical low Tropska depresija                                           | Tropska depresija                                                        | Tropska depresija                                                        | Tropska depresija                                                        |
| 6                           | 22–27                       | 41–50                       | Močan vetrič                                                             | Depresija                                                                | Tropical disturbance                                                     | Tropical low Tropska depresija                                           | Tropska depresija                                                        | Tropska depresija                                                        | Tropska depresija                                                        |
| 7                           | 28–29                       | 52–54                       | Zmerni vihar                                                             | Globoka depresija                                                        | Tropska depresija                                                        | Tropical low Tropska depresija                                           | Tropska depresija                                                        | Tropska depresija                                                        | Tropska depresija                                                        |
| 7                           | 30–33                       | 56–61                       | Zmerni vihar                                                             | Globoka depresija                                                        | Tropska depresija                                                        | Tropical low Tropska depresija                                           | Tropska depresija                                                        | Tropska depresija                                                        | Tropska depresija                                                        |
| 8                           | 34–40                       | 63–74                       | Fresh gale                                                               | Ciklonska nevihta                                                        | Zmerna tropska nevihta                                                   | Tropski ciklon (1)                                                       | Tropski vihar                                                            | Tropski vihar                                                            | Tropski vihar                                                            |
| 9                           | 41–47                       | 76–87                       | Močan vihar                                                              | Ciklonska nevihta                                                        | Zmerna tropska nevihta                                                   | Tropski ciklon (1)                                                       | Tropski vihar                                                            | Tropski vihar                                                            | Tropski vihar                                                            |
| 10                          | 48–55                       | 89–102                      | Whole gale                                                               | Huda ciklonska nevihta                                                   | Huda tropska nevihta                                                     | Tropski ciklon (2)                                                       | Huda tropska nevihta                                                     | Tropski vihar                                                            | Tropski vihar                                                            |
| 11                          | 56–63                       | 104–117                     | Storm                                                                    | Huda ciklonska nevihta                                                   | Huda tropska nevihta                                                     | Tropski ciklon (2)                                                       | Huda tropska nevihta                                                     | Tropski vihar                                                            | Tropski vihar                                                            |
| 12                          | 64–72                       | 119–133                     | Orkan                                                                    | Zelo huda ciklonska nevihta                                              | Tropski ciklon                                                           | Hud tropski ciklon (3)                                                   | Tajfun                                                                   | Tajfun                                                                   | Orkan (1)                                                                |
| 13                          | 73–85                       | 135–157                     | Orkan                                                                    | Zelo huda ciklonska nevihta                                              | Tropski ciklon                                                           | Hud tropski ciklon (3)                                                   | Tajfun                                                                   | Tajfun                                                                   | Orkan (2)                                                                |
| 14                          | 86–89                       | 159–165                     | Orkan                                                                    | Zelo huda ciklonska nevihta                                              | Tropski ciklon                                                           | Hud tropski ciklon (4)                                                   | Tajfun                                                                   | Tajfun                                                                   | Večji orkan (3)                                                          |
| 15                          | 90–99                       | 167–183                     | Orkan                                                                    | Zelo huda ciklonska nevihta                                              | Intenzivni tropski ciklon                                                | Hud tropski ciklon (4)                                                   | Tajfun                                                                   | Tajfun                                                                   | Večji orkan (3)                                                          |
| 16                          | 100–106                     | 185–196                     | Orkan                                                                    | Zelo huda ciklonska nevihta                                              | Intenzivni tropski ciklon                                                | Hud tropski ciklon (4)                                                   | Tajfun                                                                   | Tajfun                                                                   | Večji orkan (4)                                                          |
| 17                          | 107–114                     | 198–211                     | Orkan                                                                    | Zelo huda ciklonska nevihta                                              | Intenzivni tropski ciklon                                                | Hud tropski ciklon (5)                                                   | Tajfun                                                                   | Tajfun                                                                   | Večji orkan (4)                                                          |
| 17                          | 115–119                     | 213–220                     | Orkan                                                                    | Zelo huda ciklonska nevihta                                              | Zelo intenzivni tropski ciklon                                           | Hud tropski ciklon (5)                                                   | Tajfun                                                                   | Super tajfun                                                             | Večji orkan (4)                                                          |
| 17                          | >120                        | >222                        | Orkan                                                                    | Super ciklonska nevihta                                                  | Zelo intenzivni tropski ciklon                                           | Hud tropski ciklon (5)                                                   | Tajfun                                                                   | Super tajfun                                                             | Večji orkan (5)                                                          |

### Smer vetra
Smer vetra poimenujemo po smeri, iz katere piha. Na primer, severni veter piha od severa proti jugu. Določimo jo po straneh neba, ki so določene z mednarodnimi kraticami. Za določitev smeri vetra lahko uporabimo tudi skalo po azimutu. Smer vetra se meri v stopinjah v smeri urinega kazalca od geografskega severa. Posledično ima veter, ki piha s severa, smer vetra 0° (360°); veter, ki piha z vzhoda, ima smer vetra 90°; veter, ki piha z juga, ima smer vetra 180° in veter, ki piha od zahoda, ima smer vetra 270°. Na splošno se smer vetra meri v enotah od 0° do 360°, lahko pa se izrazi od – 180° do 180°.
Za merjenje smeri vetra se lahko uporabljajo različni instrumenti, kot sta vetrnica in vetrokaz. Oba instrumenta delujeta tako, da se premikata na način, da minimizirata zračni upor. Vetrokaz s svojo konico kaže v smer, od koder piha veter. Večja odprtina vetrnice je obrnjena proti smeri iz katere piha veter; njen rep z manjšo odprtino pa kaže v isto smer kot piha veter.

### Hitrost vetra
Hitrost vetra ali hitrost pretoka vetra je temeljna atmosferska količina, ki jo povzroča prehajanje zraka iz visokega v nizki zračni tlak, običajno zaradi sprememb temperature. Smer vetra je običajno skoraj paralelna z izobarami (in ne pravokotna, kot bi lahko pričakovali) zaradi vrtenja Zemlje.
Hitrost vetra vpliva na napovedovanje vremena, letalske in pomorske operacije, gradbene projekte, rast in hitrost metabolizma številnih rastlinskih vrst ter ima nešteto drugih posledic.
Hitrost vetra se danes običajno meri z anemometrom.